# Justicia nervata
Justicia nervata là một loài thực vật có hoa trong họ Ô rô. Loài này được (Lindau) Profice mô tả khoa học đầu tiên năm 1996.